# استانیسواو شپتسکی
کنت استانیسواو ماریا شپتسکی (لهستانی: Count Stanisław Maria Szeptycki; ۳ نوامبر ۱۸۶۷ – ۹ اکتبر ۱۹۵۰) اشراف‌زاده و ارتشبد اهل لهستان بود.

## زندگی‌نامه
استانیسواو شپتسکی سال ۱۸۶۷ در گالیسیا اتریش از خانواده اشرافی شپتسکی متولد شد. او نوه نمایشنامه‌نویس شهیر لهستانی الکساندر فردرو و برادر مطران کلیسای کاتولیک یونانی اوکراین آندری شپتسکی بود.
شپتسکی به  ارتش اتریش-مجارستان پیوست و در آن به درجه سرهنگی رسید. با آغاز جنگ جهانی اول او در سال ۱۹۱۴ به هنگ‌های لهستانی ملحق گشت که در ابتدا فرمانده تیپ سوم و از نوامبر ۱۹۱۶ تا آوریل ۱۹۱۷ فرمانده کل هنگ‌ها بود. با شکل‌گیری بحران سوگند شپتسکی فرماندهی ارتش سلطنتی لهستان که هوادار آلمان بود را به عهده گرفت و تا فوریه ۱۹۱۸ از طرف اتریش فرماندار نظامی منصوب برای لوبلین محسوب می‌شد. روابط او و قدرت‌های مرکز با واگذاری خه‌اوم به اوکراین تیره شد و او از سمت‌های خویش استعفا داد.
در نوامبر ۱۹۱۸ او به ارتش تازه تأسیس لهستان پیوست و جای ارتشبد تادئوس یوردان روزوانوفسکی را در ستاد کل ارتش لهستان گرفت که تا مارس ۱۹۱۹ بر این سمت بود. در طول جنگ لهستان-شوروی شپتسکی فرماندهی جبهه شمالی لهستان را بر عهده داشت و فرماندهی عملیات مینسک با او بود. او با فرمانده کل قوا لهستان، مارشال یوزف پیلسودسکی بسیار مخالف بود که در نهایت باعث عزل او از فرماندهی شد.
پس از آن شپتسکی به جبهه مخالفان پیلسودسکی به نام حزب ناسیونال دموکرات (لهستان) پیوست. از ژوئن تا دسامبر ۱۹۲۳ وزیر دفاع بود که در این دوره پیلسودسکی را به دوئل فراخواند اما پیلسودسکی پیشنهاد او را رد کرد. باکودتای مه ۱۹۲۶ شپتسکی به صورت کامل از خدمت کنار گذاشته شد و پس از جنگ جهانی دوم از سال ۱۹۴۵ تا ۱۹۵۰ رئیس صلیب سرخ لهستان بود. شپتسکی سال ۱۹۵۰ در کورچنا فوت کرد.

## نشان‌های افتخار
- مدال فضیلت نظامی
- صلیب آهنین
- نشان افتخار تولد لهستان
- صلیب دلاوری (لهستان)، چهار بار
- صلیب آزادی استونی
- لژیون دونور